# Bed of Nails
Singles de Alice Cooper
Poison
(1989) House of Fire
(1989)
Pistes de Trash
Only My Heart Talkin'
(5) This Maniacs' in Love With You
(7)
Bed of Nails est le second single extrait de l'album Trash. Le titre a été écrit et composé par Alice Cooper, Desmond Child et Diane Warren. Un clip vidéo est tourné à Hollywood aux studios SIR Stage 3 le 9 septembre 1989 et le single sort le 25 septembre 1989,.
La chanson a été reprise par le groupe de death metal mélodique finlandais Children of Bodom.
Le single s'est classé à la 13e position en Australie, 18e en Suède, 24e en Irlande et 38e au Royaume-Uni.

## Liste des titres
| A1. | Bed of Nails                                       | Alice Cooper, Desmond Child, Diane Warren | 4:20 |
| A2. | I'm Your Gun                                       | Alice Cooper, Desmond Child, John McCurry | 3:47 |
| B.  | Go to Hell (live Cincinnati Gardens - 6 mars 1987) | Alice Cooper, Dick Wagner, Bob Ezrin      | 5:15 |

| 1. | Bed of Nails            | Alice Cooper, Desmond Child, Diane Warren | 4:20 |
| 2. | I'm Your Gun            | Alice Cooper, Desmond Child, John McCurry | 3:47 |
| 3. | Go to Hell (live)       | Alice Cooper, Dick Wagner, Bob Ezrin      | 5:32 |
| 4. | Only Women Bleed (live) | Alice Cooper, Dick Wagner                 | 4:14 |

## Composition du groupe
- Alice Cooper – chants
- Kane Roberts – guitare (uniquement sur Bed of Nails)
- John McCurry – guitare
- Hugh McDonald – basse, chœurs
- Bobby Chouinard – batterie
- Paul Chiten – claviers
- Steve Deutsch – synthés
- Gregg Mangiafico – claviers et effets

## Singles deTrash& FormatsBed of Nails
| # | Single                | Date              |
| - | --------------------- | ----------------- |
| 1 | Poison                | 25 juin 1989      |
| 2 | Bed of Nails          | 25 septembre 1989 |
| 3 | House of Fire         | 20 novembre 1989  |
| 4 | Only My Heart Talkin' | mars 1990         |

| Format         | Catalogue   | Label       | Notes                                               |
| Royaume-Uni    | Royaume-Uni | Royaume-Uni | Royaume-Uni                                         |
| -------------- | ----------- | ----------- | --------------------------------------------------- |
| Vinyle 7"      | 3           | Alice       |                                                     |
| Vinyle 7"      | G3          | Alice       | Vinyle de couleur verte                             |
| Vinyle 7"      | R3          | Alice       | Vinyle de couleur rouge                             |
| Vinyle 7"      | B3          | Alice       | Vinyle de couleur bleue                             |
| Cassette audio | M3          | Alice       |                                                     |
| CD             | C3          | Alice       | Disque contenant 4 pistes.                          |
| Vinyle 12"     | T3          | Alice       |                                                     |
| Picture-disc   | P3          | Alice       |                                                     |
| CD             | 655318 3    | Epic        | 3 CD                                                |
| Irlande        |             |             |                                                     |
| Vinyle 7"      | 3           | Alice       |                                                     |
| Australie      |             |             |                                                     |
| Vinyle 7"      | 655318-7    | Epic        |                                                     |
| Vinyle 7"      | 655318-0    | Epic        | Vinyle contenant un poster.                         |
| Vinyle 7"      | 655318-7    | Epic        | Promo.                                              |
| Vinyle 7"      | 655318-0/4  | Epic        | Vinyle + Cassette audio contenant les mêmes pistes. |
| CD             | 655318-1    | Epic        |                                                     |